# Grand Prix Hassan II 2011
Il Grand Prix Hassan II 2011 è stato un torneo di tennis che si è giocato sulla terra rossa. È stata la 27ª edizione del Grand Prix Hassan II, che fa parte della categoria ATP World Tour 250 series nell'ambito dell'ATP World Tour 2011. Si è giocato presso il Complexe Al Amal di Casablanca in Marocco, dal 4 all'10 aprile 2011.

## Partecipanti

### Teste di serie
| Nazionalità | Giocatore        | Ranking | Testa di serie* |
| ----------- | ---------------- | ------- | --------------- |
| Spagna      | Albert Montañés  | 22      | 1               |
| Cipro       | Marcos Baghdatis | 24      | 2               |
| Francia     | Gilles Simon     | 27      | 3               |
| Kazakistan  | Andrej Golubev   | 37      | 4               |
| Italia      | Potito Starace   | 47      | 5               |
| Francia     | Jérémy Chardy    | 49      | 6               |
| Italia      | Fabio Fognini    | 53      | 7               |
| Romania     | Victor Hănescu   | 59      | 8               |

- Ranking del 21 marzo 2011.

### Altri partecipanti
I seguenti giocatori hanno ricevuto una wild-card per il tabellone principale:
- Marcos Baghdatis
- Jérémy Chardy
- Reda El Amrani

I seguenti giocatori sono entrati nel tabellone principale passando dalle qualificazioni:

- Nicolas Devilder
- Gerard Granollers Pujol
- Sergio Gutiérrez-Ferrol
- Andrej Kuznecov

## Campioni

### Singolare maschile
Pablo Andújar ha battuto in finale  Potito Starace con il punteggio di 6–1, 6–2
- È il 1º titolo in carriera per Andujar.

### Doppio maschile
Robert Lindstedt /  Horia Tecău hanno battuto in finale  Colin Fleming /  Igor Zelenay con il punteggio di 6–2, 6–1